# Cima Undici
Cima Undici (niem. Elferspitze) – szczyt w północnych Włoszech w Dolomitach. Leży w prowincji Bolzano. Należy do grupy górskiej Dolomiti di Sesto i jest to trzeci pod względem wysokości szczyt tej grupy.